# Ex situ védelem
Ex situ védelem Magyarországon
Az eredeti élőhelyen kívüli védelem lehetőségei. Élővilágunk, ezen belül flóránk mára drasztikusnak gyorsasággal pusztul. Az egyre inkább növekvő környezetszennyezés, valamint az emberi fokozódó környezetre gyakorolt hatása szükségessé tette a vadon élő növényzet, így a védett és veszélyeztetett növényfajaink védelmét.
Az élővilág biodiverzitásának megőrzése kétféleképpen óvható meg. Az egyik, a már korábban említett in situ megőrzés, amely a fajok, és életközösségek élőhelyükön való megőrzését jelenti.
A másik megőrzési módszer az ex situ megőrzés, amely ugyanezen entitások és kifejezetten a fajok többé-kevésbé mesterséges körülmények közötti megőrzésével és fenntartásával foglalkozik. A módszer lehetővé teszi a fajok – többek között az unikális, fokozottan védett, ritka és veszélyeztetett fajok – eredeti termőhelyen kívüli, irányított szaporítását, s amennyiben lehetségessé válik, a szaporulat visszatelepítése eredeti élőhelyére.
Napjainkra a védendő növények az ex situ megőrzésben legnagyobb szerepet a botanikus kerteknek, egyetemeknek és az ilyesfajta orientáltsággal rendelkező kutatóintézetek töltik be.
Kitűnő helyszínnek bizonyulnak (és bizonyultak korábban is) botanikus kertjeink, amelyekben a megőrzés gyakorlatiassága és koordináltsága, valamint a megfelelő területi és termőhelyi adottságok jóvoltából, akár a természetes úton szerveződött életközösségek megőrzése is lehetőség nyílik.
Nem véletlenül kerül napjainkban egyre inkább előtérbe világszerte a botanikus kertek felelőssége védett és veszélyeztetett növényeink ex situ megőrzésben.
Az ex situ megőrzés (konzerváció) módszerét azon fajok, vagy populációk esetében alkalmazzák, amelyek eredeti élőhelyükön történő megőrzésére, minimálisra csökkent az esély.

## Ex situ megőrzés és védelem a magyarországi védett növények esetében

### Védett növények szaporítása botanikus kertekben
Az hazai ritka és veszélyeztetett növényfajokkal kapcsolatos ex situ megőrzés módjainak elterjedése és gyakorlattá válása egészen az 1950-es évekre vezethetőek vissza.
Priszter Szaniszló az 1950-es évektől, mint a téma úttörője, 100 hazai védett és veszélyeztetett hazai növényfaj szaporodásbiológiai tulajdonságait vizsgálta az ELTE Botanikus kertjében. A közel 35 éves kutatási tapasztalat jó alapot biztosított a későbbi szaporítástechnikai kísérletekhez.
Az Magyar Tudományos Akadémia Ökológiai és Botanikai Kutatóintézetében, 1965-ben kezdődtek meg Galántai Miklós vezetésével néhány hazai védett növényfaj szaporítástechnikai kísérletei, kisszámú kertbe telepített populáció minta segítségével.
Az 1980-as évektől egyre több kezdeményezésnek köszönhetően Borhidi Attila vezetésével felmérték, illetve feltérképezték a hazánkban leginkább veszélyeztetett növények lelőhelyeit és természetes populációit. Az évtized végére állami forrásból megindulhattak a konkrét szaporítási módok kidolgozása.
1987-ben megkezdődöttek az MTA Ökológiai és Botanikai Kutatóintézetében, az Eötvös Loránd Tudományegyetem és a Kertészeti és Élelmiszeripari Egyetem Botanikus kertjeiben a leginkább veszélyeztetett növényeink mesterséges szaporítási kísérletei; a kutatások egy hároméves program keretében, egészen 1990-ig tartottak.
A hazai orchidea fajok magról történő előnevelésével, így szaporításával, már régóta foglalkozik az ELTE Botanikus kertje. A 2010-es évben, sikerrel szaporítottak a botanikus kert laboratóriumában – magról aszimbiotikus módszerrel –elsősorban trópusi orchideákat. A módszer kidolgozásával közelebb kerültek az intézet munkatársai, a hazai orchidea fajok mesterséges szaporítástechnológiai megismeréséhez.
Az erdei szellőrózsával (Anemone sylvestris) 1992-től folytattak mesterséges szaporítási kísérleteket a Kertészeti és Élelmiszeripari Egyetem Soroksári Botanikuskert jében. A több éves kísérlet sorozatnak köszönhetően mára biztosítottá vált a faj génalaptartalékának megőrzése.
Ugyanitt az 1970-es évektől kezdődően jó eredményeket értek el hazai védett növényfajok részbeni sub in situ körülmények közötti szaporításával és vizsgálatával is.
1981-ben Galántai Miklós többek között a következő tapasztalatokról számol be a BÚVÁR című folyóiratban: Foglalkoztunk a veszélyeztetett helyzetű leány-, a magyar- és a tátogató kökörcsin mesterséges elszaporításával. Azt tapasztaltuk, hogy e fajok magvait érés után, rövid pihenési időszak elmúltával június végén, július elején kell elvetni. A magvak még a nyáron kihajtanak, és a magoncok a tél beállta előtt megerősödnek.
Az MTA Ökológiai és Botanikai Kutatóintézet, Vácrátóton az 1960-as évektől napjainkig sikerrel végeztek intenzív szaporítási kísérleteket a hazai védett növényfajok legveszélyeztetettebb populációinál. Vizsgálataik során bebizonyosodott, hogy a védett, ritka fajok generatív szaporítása kevésbé eredményes, mint a vegetatív szaporítási módszerek alkalmazása esetén. Valószínűsíthető, hogy a természetes populációk felújításának nehézségei is a magok csökkent csírázóképességéből adódhat. Ezen növények esetében a magok maximum csírázási százaléka 20% körül mozgott. A vegetatív szaporítás – amely fajok esetében megoldható – eredményessége jónak mondható, hiszen a dugványok és tőrészek megeredése 70%-ek felett volt. A lehetséges szaporítási mód megállapítására az 1990-es évektől 21 hazai védett fajjal végezetek kísérleteket, 4 faj esetén teljesen sikertelenül. Hasonlóan gyűjtöttek be populációmintákat több védett növényfaj eredeti élőhelyéről. A mintákból kísérleti parcellákat hoztak létre, amelyek később anyatelepként, a szaporítási kísérletek és a megfigyelések alapját képezték. Megállapították, hogy a mag minőségét és csíraképességét, több tényező mellett az utóérés ideje és körülményei is befolyásolják. Hasonlóképpen Kereszty Zoltán vezetése alatt 12 hazai védett növényfaj szaporodásbiológiai tulajdonságait vizsgálták 1992-ben. A kísérletek során nagy hangsúlyt fektettek a növények biológiai tulajdonságainak megismerésére; s idővel kidolgozták optimális és mesterséges szaporítási módjaikat. A vizsgálatok során többek között megállapították, hogy az optimális állapotot a magok kis százaléka tudja csak elérni. Továbbá a magok bizonyos ideig nyugalmi állapotba kerülnek, amelyet a magok kelésidejének nagy szórása jól mutatott.
A vácrátóti kutatóintézetben Kereszty Zoltán és munkatársai 16 fokozottan védett növényfaj konzervációbiológiai vizsgálatát végezte el 2001-ben. Amelyben a fajokat populációminták segítségével vizsgálták; valamint kidolgozásra került az optimális szaporítási módjuk kidolgozása, majd idővel pedig visszatelepítésük eredeti élőhelyükre. Több növényfaj esetében csírázásserkentőt is alkalmaztak. Így lehetőség nyílt a szer növényekre gyakorolt hatásának vizsgálata. A magvetések kelési eredményei kezelés nélkül általában 2% és 15% (ritkán 20%) között mozogtak. Az őszi vetések kelései átlagosan 10%-kal, a tavasziaké 9%-kal növekedett gibberelin-kezelés hatására. A gibberelin-kezelés hatása erősen fajspecifikus. Egyes fajoknál kifejezetten, másoknál pedig egyáltalán nem volt érzékelhető javulás a csírázásban. A tátorján (Crambe tataria) szaporodásbiológiai tulajdonságainak megismerésére, és mesterséges szaporításra való kísérletek folytak az 1980-as évektől, az MTA Ökológiai és Botanikai Kutatóintézetben. A kísérletek a faj eredeti élőhelyeiről (Rád, Balatonkenese, Bükk-vidék) begyűjtött (spontán) magokból kezdődtek meg. A későbbiek során a botanikus kertben felnevelt anyatövek magjaiból is hoztak létre populációmintákat. A magok vetését lazán felkapált és megtisztított talajba 1,5 cm mélyre egymástól 3–8 mm távolságra 100 magot vetették. Így az eredmények %-beli kifejezése egyszerűbbé vált. A tátorján magjának kelési százaléka kertben, átlagosan valamivel nagyobb 5-10%-nál. Termőhelyi csírázása 20% körüli, azonban az újulat megmaradására – valószínűleg a szárazság miatt – igen csekély az esély. Általános konklúzió, hogy a tátorján magja laboratóriumban alig, szabadtéri vetésben pedig csak kis eredménnyel csíráztatható.

A tartós szegfű (Dianthus diutinus) szaporítási módszere mára kidolgozottnak tekinthető. 

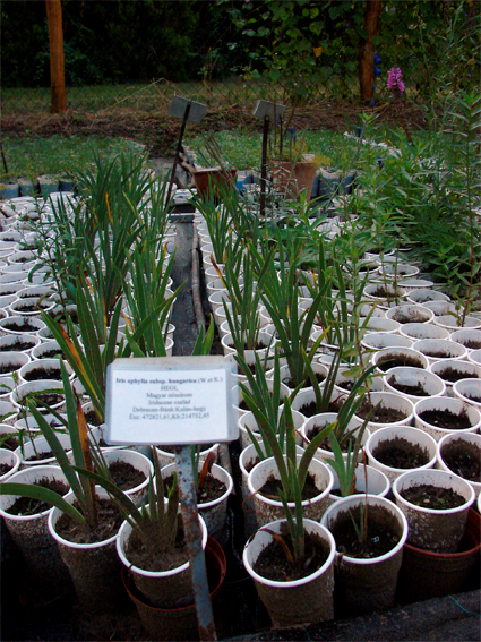
Magyar nőszirom (Iris aphylla subsp. hungarica) szaporítása a debreceni DE-TTK Botanikus kertjében, 2010 szeptemberében.

A fajjal kapcsolatos laboratóriumi és botanikus kerti kísérletek bebizonyították, hogy magról történő szaporítása lehetséges. Az utóbbi években a Szegedi Tudományegyetem Füvészkertjében folytak sikeres szaporítási, majd visszatelepítési kísérletek a fajjal Magjainak elvetését követően a generatív állapot egy év alatt következett be. Ezen fázis, különböző időpontjában gyűjtött magvak csírázási erélyessége – csírázási erélye alapvetően jónak tekinthető, 70-80%-os –, majd a kiültetési stressz okozta amortizáció, változó tendenciát mutat.
Papp László Debrecenben, a Debreceni Egyetem Tudományegyetemi Karok Botanikus kertjében az alábbi fajok szaporításával foglalkozott a 2010-es évtized elején: tátogó kökörcsin (Pulsatilla patens), magyar kökörcsin (Pulsatilla flavescens ), leánykökörcsin (Pulsatilla grandis),európai zergeboglár (Trollius europaeus), tavaszi hérics (Adonis vernalis), mocsári angyalgyökér (Angelica palustris), kornistárnics (Gentiana pneumonanthe), rezes hölgymál (Hieracium aurantiacum), réti kardvirág (Gladiolus imbricatus), egyhajúvirág (Bulbocodium vernum), tarka sáfrány (Crocus reticulatus), keleti kontyvirág (Arum orientale), pázsitos nőszirom (Iris graminea), magyar nőszirom (Iris aphylla), tarka nőszirom (Iris variegate) és szibériai nőszirom (Iris sibirica).

### Védett növények szaporítása nemzeti parkokban
Hazánkban több nemzeti parkban foglalkoznak közvetlenül vagy közvetetten védett és veszélyeztetett növényfajaink szaporításával és ex situ védelmével. Az esetek többségében a nemzeti parkok egy-egy elhivatott alkalmazottja szaporítja engedéllyel kertjében a növényeket. Mészáros András a Balaton-felvidéki Nemzeti Park Igazgatóság munkatársaként a pécselyi szaporító kertjében engedéllyel 10 védett és fokozottan védett fajjal foglalkozik.: Így:
lisztes kankalinnal (Primula farinosa), mocsári kardvirággal (Gladiolus palustris ), vidrafűvel (Menyanthes trifoliata), fehér májvirággal (Hepatica nobilis MILL.), fátyolos nőszirommal (Iris sibirica), illatos hagymával (Allium suaveolens), európai zergeboglárral (Trollius europaeus), nagy aggófűvel (Senecio umbrosus), lápi nyúlfarkfűvel (Sesleria caerulea) és kereklevelű harmatfűvel (Drosera rotundifolia). De úgyszintén ide sorolhatóak azon nemzeti parkokhoz tartozó „bemutató kertek” is, amelyekben az állat- és növényvilág bemutatása mellett, a védett növények szaporítása is folyik. Ilyen a Kőszegen található Chernel-kert is, amely az Őrségi Nemzeti Park Igazgatóság kezelésébe tartozik. Közvetett szaporításra példaként lehet említeni a Hortobágyi Nemzeti Park a tátogó kökörcsin (Pulsatilla patens) és a magyar kökörcsin (Pulsatilla flavescens) populációinak védelmében végzett szaporítási kísérletei; amelynek során a nemzeti park koordinálása mellett magánszemélyek kertészetében felszaporíttatják a növényeket, s a későbbiek során onnan fog majd a szaporítóanyag kikerülni.

### Védett növények szaporítása, magánszemélyek esetében
Ide tartoznak a védett növények szaporításának azon esetei, amelyek közvetve vagy közvetlenül magánszemélyekhez köthetők. Hiszen engedéllyel, vagy engedély nélkül, de akár akaratlanul is több magánszemély tevékenységével nagy mértékben hozzájárult a hazai védett és veszélyeztetett növényeinkkel kapcsolatos szaporítástechnikai ismeretek kibővítéséhez, így ezen növények megóvásához és populációinak gyarapításához.
A második világháborút követően természetbarátok számának növekedésével a „kertbarátok” köre is egyre nagyobb aktívást mutatott. Ezen herbaristák és hobbikertészek – sokszor szervezett kirándulások keretében – könnyelműen gyökerestől kiásták a töveket, azzal a céllal, hogy kertjükbe ültetve mutogathassák ismerőseiknek.
Hasonlóan a „bazsarózsa kultusz” vagy a „hérics kultusz” kialakulásának is a növények szépsége volt a kiváltó oka. A bánáti bazsarózsát (Paeonia banatica) védetté nyilvánítása előtt a Mecsek környékén lakó emberek előszeretettel ültették kertjükbe. A bizonyítottan 1982 előtt kertbe ültetett bazsarózsa tövek tartására a természetvédelmi hatóság korábban adott ki engedélyt.
Az úgynevezett „héricskultusz” következtében az erdélyi héricset (Adonis x hybrida), a negyvenes évektől ültették csorvási kertekbe. A Körös–Maros Nemzeti Park Igazgatóság munkatársai 2001-ben felmérést végeztek Csorváson, a kertben ültetett héricsekkel kapcsolatban. A felmérés meglepő eredménnyel szolgált. A faj nehéz szaporíthatósága ellenére, több esetben sikeres szaporításáról számoltak be a kerttulajdonosok. A település belterületén összesen 123 tövet számoltak össze, amelyekből nyolcvan tő idős, szaporodóképes egyed volt.
A kertbe ültetett védett növények, a faj eredeti termőhelyén történő megőrzéséhez közvetett módon akkor járulhatnak hozzá, ha a szabad természetben élő populáció száma oly mértékben lecsökken, hogy hosszú távú fennmaradása bizonytalanná válik.
Így a bátorligeti tátogó kökörcsin (Pulsatilla patens) megmentése érdekében (2004-ben) a Hortobágyi Nemzeti Park Igazgatóság munkatársai keresést indítottak, hogy a garantáltan bátorligeti eredetű kertben nevelt példányokat felkutassák. Céljuk volt, hogy a fellelt, kritériumoknak megfelelő növények levélnyeléből klónozás segítségével egy anyatelepet illetve egy stabil génkészlettel rendelkező populációt hozzanak létre, amely a későbbi mesterséges állománygyarapításra adna lehetőséget. Megjegyzendő, hogy a védett növények gyűjtése és kiskertekben való elhelyezése összességében inkább negatívnak mondható. De napjaikra, a széles körű tájékoztatásnak köszönhetően csökkent a kiásások száma, valamint ezen térségek lakói büszkék arra, hogy a környékükön ilyen értékes növények élnek.
A témakör más irányú megközelítésére Markovics Tibor tevékenysége szolgál jó példával, aki a Kőszegi Tájvédelmi Körzet (ma Őrségi Nemzeti Park) munkatársaként 1993-tól végzett védett növényfajokkal kapcsolatban szaporítási kísérleteket magánkertjében, valamint üvegházában. A növények felszaporítását követően, a későbbiekben visszatelepítések is történtek. Ezen szaporítási kísérletek egy része idővel átkerült az Őrségi Nemzeti Park kezelésébe tartozó Chernel-kertbe.
A hazánkban megritkult fajok közül az alábbiakkal foglalkozott:
babérfűz (Salix pentadra), bordapáfrány (Blechnum spicant), csajkavirág (Oxytropis pilosa), csikófark (Ephedra distachya), enyves aszat (Cirsium erisithales), fátyolos nőszirom (Iris spuria), szibériai nőszirom (Iris sibirica), fekete galagonya (Crataegus nigra), hegyi árnika (Arnica montana), hosszúlevelű aggófű (Tephroseris longifolia), kunkorgó árvalányhaj (Stipa pennata), lisztes kankalin (Primula farinosa), magyarföldi husáng (Ferula sadleriana), osztrák tárnicska (Gentianella austriaca), osztrák tarsóka (Thlaspi goesingense), piros madárbirs (Cotoneaster integerrimus), posványkakastaréj (Pedicularis palustris), pusztai árvalányhaj (Stipa capillata), széleslevelű harangvirág (Campanula latifolia), tátorján (Crambe tataria), európai zergeboglár (Troillus europaeus)

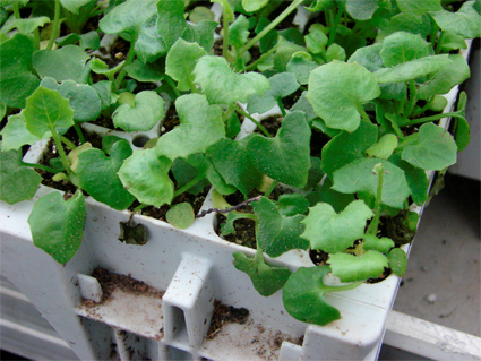
Keleti zergevirág (Doronicum orientale) szaporítótálcában, a Zsohár kertészet temperált fóliasátrában

A következő irányt azon „hivatásos” kertészek képviselik, akik a kertészetekben végzett növényszaporításokkal, valamint tapasztalataikkal közvetve vagy közvetlenül segítik a természetvédelemben tevékenykedő azon kutatókat és a nemzeti parkok munkatársait, akik egy-egy védett növényfaj állományának felszaporításán, visszatelepítésén, vagy ezen növények megóvásért és hosszú távú fennmaradásáért küzdenek.
Elsőként Probocskai Endre a gyümölcsfák, díszfák, díszcserjék, évelővirágok szaporításának megismertetése terén végzett munkássága révén, közvetett módon segítette a védett növények szaporítástechnológiájának megismerését. Hiszen az 1950-es években, majd 1960-as években kibővített tartalommal újra kiadott Faiskola. Gyümölcsfák, díszfák, díszcserjék, évelővirágok szaporítása és nevelése című könyvében olyan fás szárú és lágyszárú növényfajok szaporítási módjai is szerepelnek, amelyek mára védetté, esetenként fokozottan védetté váltak.
Ezenkívül a közvetlenül a védett növényfajok szaporítását is végző kertészeteket kell megemlíteni, amelyek engedéllyel a védett növények és fajtáik szaporítását, termesztését, valamint azok bel- és külföldi értékesítését végzik.
Ezen kertészetek, illetve az ott dolgozó szakemberek tapasztalataikkal, tanácsaikkal, esetenként felkérésre, bizonyos védett növényfajok felszaporításával tudnak segíteni a hazai veszélyeztetett növények megóvásában.
Zsohár Csaba nagyrákosi kertészetében már évek óta folyik engedéllyel védett növények és fajtáik szaporítása. Így például 2010-ben, többek között a következő fajok szaporítását végezték: kenyérbél cickafark (Achillea ptarmica), erdei szellőrózsa (Anemome sylvestris), keleti zergevirág (Doronicum orientale), szibériai nőszirom fajták (Iris sibirica sp.), apró nőszirom fajták (Iris pumila sp.), pirosló hunyor (Helleborus purpurescens), fürtös kőtörőfű (Saxifraga paniculata), Teleki-virág (Telekia speciosa), európai zergeboglár (Trollius europaeus)